# Мельбю, Гюри
Гюри Мельбю (норв. Guri Melby; род. 3 февраля 1981, Оркдал, Сёр-Трёнделаг) — норвежский политический и государственный деятель. Лидер Либеральной партии. Действующий депутат стортинга (норвежского парламента) с 14 октября 2021 года. В прошлом — министр образования и интеграции Норвегии (2020—2021).

## Биография
Родилась 3 февраля 1981 года в Оркдале. Дочь банковского работника Терье Мельбю (Terje Melby; род. 1954) и домохозяйки и школьной работницы Берит Мельбю (Berit Melby; род. 1957).
До 7-го класса в 1988—1994 годах училась в школе в деревне Робюгда. Окончила школу в 2000 году в городе Оркангер. В 2007 году окончила магистратуру по скандинавским языкам и педагогике в Норвежском университете естественных и технических наук (NTNU) в Тронхейме.
Работала учительницей в школе имени Герхарда Шёнинга в Тронхейме в 2007—2008 годах. В 2008—2011 годах — преподаватель норвежского языка на педагогическом факультете в колледже Сёр-Трёнделага (HiST, ныне NTNU). В 2011—2012 годах — советник Министерства образования и науки Норвегии.
В 1999—2007 годах — депутат муниципального совета Оркдала. В 2007—2011 годах — депутат городского совета Тронхейма. В 2013—2015 годах была депутатом и членом комитета по транспорту и окружающей среде городского совета Осло. После муниципальных выборов в 2015 году она стала лидером отделения Либеральной партии в Осло (2015—2018) и заместителем председателя комитета по транспорту и окружающей среде городского совета Осло.
В 2016—2018 годах — председатель правления Языкового совета Норвегии.
С 17 января 2018 года по 13 марта 2020 года замещала в стортинге Трине Скай Гранде на время её работы министром образования Норвегии. Являлась членом комитета по образованию и науке и парламентским организатором.
13 марта 2020 года получила портфель министра образования и интеграции Норвегии в правительстве Эрны Сульберг после отставки Трине Скай Гранде. Ушла в отставку 14 октября 2021 года.
26 сентября 2020 года избрана лидером Либеральной партии, сменила ушедшую в отставку Трине Скай Гранде.
По итогам парламентских выборов 2021 года избрана депутатом стортинга в округе Осло. На время её работы в правительстве, с 1 по 14 октября 2021 года её замещала в стортинге Софи Хёгестёль.